# Дятел сулуйський
Дя́тел сулуйський (Yungipicus ramsayi) — вид дятлоподібних птахів родини дятлових (Picidae). Ендемік Філіппін. Сулуйський дятел раніше вважався підвидом філіпінського дятла.

## Опис
Довжина птаха становить 13-14 см. Верхня частина тіла коричнева, у самців із золотислим відтінком, на спині білі смуги, надхвістя біле. Нижня частина тіла білувата, груди коричнюваті або жовтуваті, боки поцятковані темними смужками. Голова коричнева, горло біле, у самців на тімені червона пляма. Над очима широкі білі "брови", под дзьобом білі "вуса".

## Поширення і екологія
Сулуйські дятли є ендеміками архіпелагу Сулу. Вони живуть в тропічних і мангрових лісах, на узліссях і галівинах. Зустрічаються на висоті до 550 м над рівнем моря.

## Збереження
МСОП класифікує цей вид як вразливий. За оцінками дослідників, популяція сулуйських дітлів становить від 2500 до 10000 птахів. Їм загрожує знищення природного середовища.